# Селін Рідер
Селін Рідер (нім. Celine Rieder, 18 січня 2001) — німецька плавчиня. Учасниця Чемпіонату світу з водних видів спорту 2017, де в попередніх запливах на дистанціях 800 і 1500 метрів вільним стилем посіла, відповідно, 11-те і 12-те місця і не потрапила до фіналів.